# Remy Soares Filho
Remy Alves Soares Filho, mais conhecido como Dr. Remy Soares (São Luis, 4 de outubro de 1990) é um político brasileiro filiado ao Progressistas (PP).

## Biografia
Descende de uma família de políticos, tendo o seu pai Remy Soares sido Deputado Estadual pelo Estado do Maranhão e sua mãe, Irene de Oliveira Soares, prefeita da cidade de Presidente Dutra por dois mandatos consecutivos. Seu avô paterno, Adriano Rodrigues de Oliveira, foi prefeito da cidade de Esperantinópolis. 
Começou sua carreira política se candidatando à Deputado Federal do Maranhão em 2022, aonde ficou como segundo suplente da Chapa do PP.
Após um acordo com Fábio Gentil e Amanda Gentil, Dr. Remy Soares Filho, assumiu como Deputado Federal em Brasília.

## Referencias
1. 1 2  «Poder360 | REMY SOARES». eleicoes-monitor.poder360.com.br. Consultado em 30 de maio de 2024
2. ↑  Cutrim, John (7 de maio de 2024). «Em acordão, deputada Amanda Gentil pede licença e assume Remy Soares». John Cutrim. Consultado em 30 de maio de 2024